# بروكس للملابس الرياضية
شركة بروكس للرياضيات.، والمعروفة أيضًا باسم بروكس روننج، هي شركة أمريكية تقوم بتصميم وتسويق أحذية الجري والملابس والإكسسوارات عالية الأداء للرجال والنساء. المنتجات الموجودة في سياتل، واشنطن، منتجات بروكس متوفرة في 60 دولة حول العالم. وهي شركة تابعة لشركة بركشاير هاثاواي.
بروكس، التي تأسست في عام 1914، صنعت أصلاً أحذية لمجموعة واسعة من الألعاب الرياضية. «وايت هوت» في منتصف السبعينيات، تعثرت الشركة في الجزء الأخير من العقد، وقدمت لحماية الإفلاس في عام 1981. في عام 2001، تم قطع خط الإنتاج بأكثر من 50% لتركيز العلامة التجارية فقط على الجري، وتم زيادة تركيزها على تكنولوجيا الأداء. أصبحت بروكس روننج العلامة التجارية الأكثر مبيعًا في سوق الأحذية الرياضية المتخصصة في عام 2011، وبقيت كذلك حتى عام 2017 بحصة سوقية تبلغ 25٪.
تم تسمية أحذية بروكس «أفضل حذاء للجري» من قبل منشورات بما في ذلك رونرز وورلد و سبورتس إلوستريتد. تم تكريم الشركة لبرامج الاستدامة البيئية والابتكار التقني.

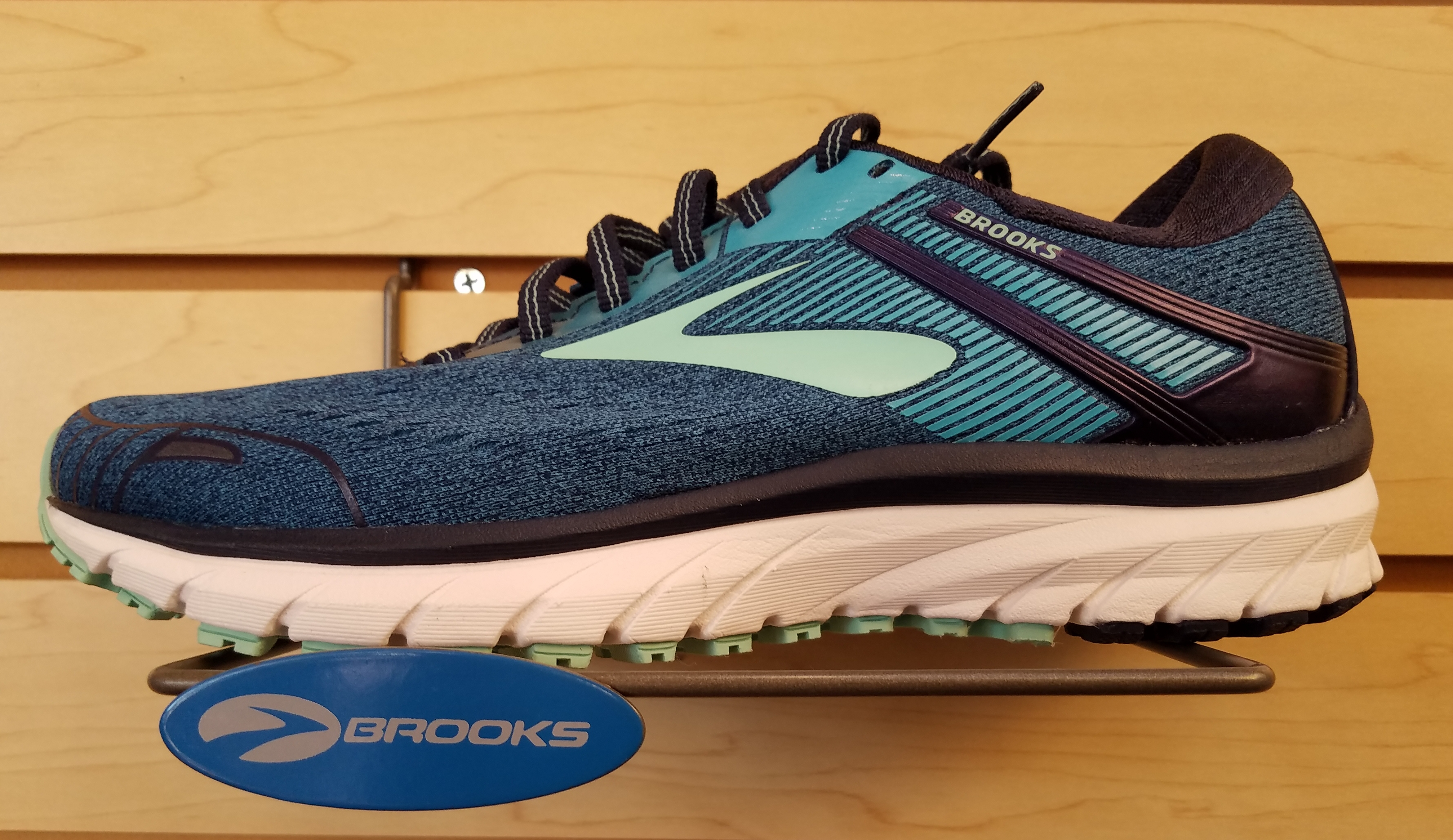
بروكس الأدرينالين جي تي إس 18

## روابط خارجية
- الموقع الرسمي